# 프란티셰크 베호우네크

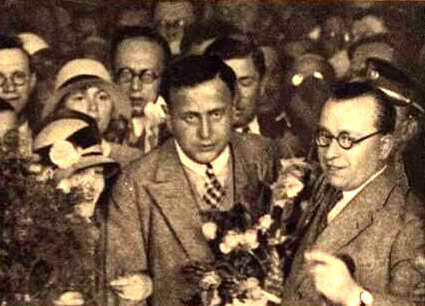

프란티셰크 베호우네크(체코어: František Běhounek, 1898년 10월 28일 프라하 - 1973년 1월 1일 카를로비 바리(Karlovy Vary))는 체코인 물리학자이자 작가이며 작품은 주로 청소년을 위한 과학 소설을 썼다.
카렐 대학교에서 수학과 물리학을 공부하고 프랑스로 가서 마리 퀴리-스쿼도프스카의 실험실에서 방사선학을 공부했다.
20대 시절에 국립 방사선 연구소(Státní radiologický ústav)의 설립자 중 한 명이 된다. 1926년에 로알 아문센의 북극 탐험 준비에 참여한다. 움베르토 노빌레가 만든 비행선 노르게 (Norge)를 타고 슈피츠베르겐(스피츠버겐)을 출발하기 전에 조치만 취해 주고 함께 비행선에 오르지는 않는다. 결국 그의 여행 장비만 실려 간다. 1928년 움베르토 노빌레(Umberto Nobile)의 비행선 이탈리아에 우주선 전문가로 탑승한다. 이로써 북극점 위를 비행한 최초의 체코슬로바키아인이 된다. 이 비행선은 추락하지만 베호우네크는 살아남고 1928년 《Trosečníci na kře ledové(얼음 빙산에 난파한 사람들)》라는 책에서 당시 사건을 묘사한다. 후에는 책을 쓰며 학문 활동에 힘을 쏟는다. 50세 되던 해부터 유네스코에서 외무부의 전문가로 일한다.
28개의 문학 작품과 수많은 전문 분야의 글을 출판했다.

## 작품
- Boj o zeměkouli – Praha: Melantrich [prosinec] 1939년. 50쪽. „Rodokaps. Sv. 237.“ 표지와 삽화 J. Burjanek.
과학 소설. M. S. Martin이라는 필명으로 출판.
- Případ profesora Hrona – Praha: V. Naňka 1947년. 234쪽 – 3000 výt. 표지 Václav Junek.
탐정 과학 소설.
- Swansonova výprava – Praha: A. Hynek 1949년. 279쪽 – 5500 výt. 표지와 삽화 Václav Junek.
청소년을 위한 과학 소설.
- Tajemství polárního moře. – 잡지: Mladý hlasatel 1941년 (6호). Praha. 80쪽. „Knihovna Mladého hlasatele. Sv. 15.“ 삽화 Václav Junek. Knižně 1942년.
과학 소설의 요소를 갖춘 모험 소설.
- Akce L (1956년): 청소년을 위한 과학 소설
- Robinsoni vesmíru (1958년): 청소년을 위한 과학 소설